# Слободка (Холмогорский район)
Слободка — деревня в Холмогорском районе Архангельской области.

## География
Находится в центральной части Архангельской области на расстоянии приблизительно 19 км на север-северо-запад от села Емецк в низовьях речки Сия. Входит в куст деревень Сия.

## История
В 1939 году была отмечена как деревня Сийского сельсовета Емецкого района. До 2022 года входила в Емецкое сельское поселение до его упразднения.

## Население
Численность населения: 15 человек (русские 93 %) в 2002 году, 11 в 2010.